# Coco (folclore)

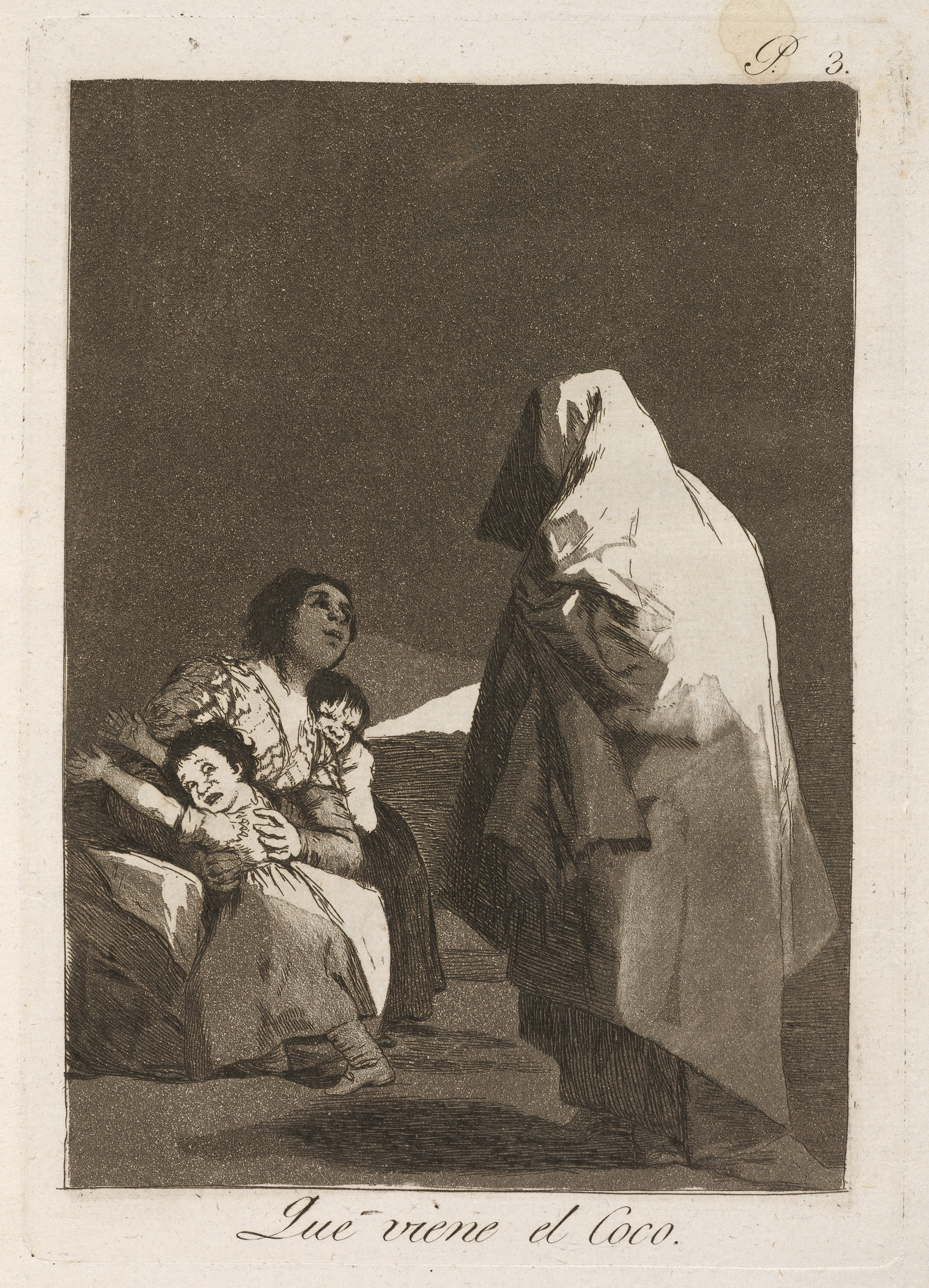
Que viene el coco, de Goya (1799).

El Coco, también conocido como Cuco, Cucuy o Cuculelé, es una figura antropomórfica del folclore ibérico y latinoamericano, empleada como un mecanismo disuasorio en el contexto de la crianza infantil y como un asustador de niños. Es a menudo descrita como un agente disciplinario, cuya función principal es emplear tácticas de intimidación con fines disuasorios para inducir la obediencia en los menores, generalmente bajo la amenaza de "llevarse" o aprehender a aquellos que exhiben conductas inapropiadas o presentan resistencia al sueño. Carece de una forma física definida, lo que le permite adaptarse y reinterpretarse en diferentes culturas.
En los países de habla hispana, la denominación del Coco varía según la región. En España y la mayor parte de América Latina se le conoce como "Coco" o "Cucuy", mientras que "Cuco" es la forma predominante en Puerto Rico, República Dominicana, Ecuador, Perú, Bolivia, Chile, Argentina y Uruguay. En Paraguay también se le llama "Cuculelé".
En otras regiones del mundo, el Coco tiene equivalentes culturales. En Brasil se le identifica con la Cuca, un ser con cabeza de yacaré, y con el Bicho-papão. En Portugal, se le asocia con la Coca, un dragón representado en festividades populares como el Corpus Christi. En Italia se le conoce como Babau, en Bulgaria como Torbalan, en Noruega y Dinamarca como Bussemanden, y en Finlandia como Mörkö.
A lo largo de la historia, el Coco ha influido en la cultura popular, apareciendo en canciones de cuna, cuentos y obras artísticas. Un ejemplo destacado es la pintura Que viene el Coco de Francisco de Goya, que representa una figura sombría y amenazante. Esta representación ha reforzado la permanencia del Coco como símbolo de disciplina y miedo en la tradición oral y visual.

## Etimología

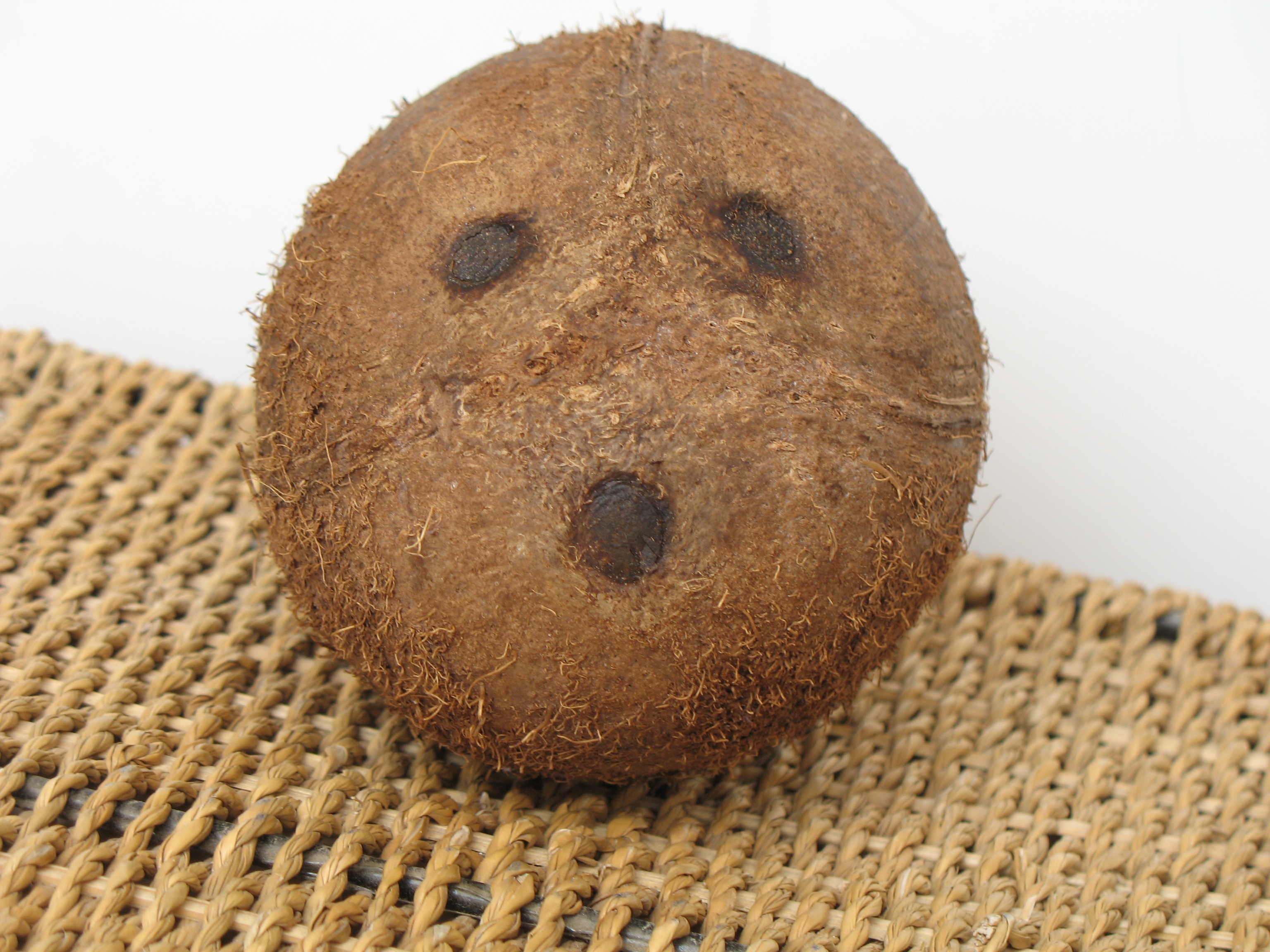
Un coco por fuera. Se cree que se le llamó así por parecerse a la cara del Coco.

La etimología de la palabra Coco ha sido objeto de diversas interpretaciones y teorías. Según el etimólogo Joan Corominas, el término proviene de una comparación visual entre el fruto del coco y una cabeza humana. En su obra Breve diccionario etimológico de la lengua castellana, Corominas señala que los navegantes del almirante portugués Vasco de Gama habrían dado este nombre al fruto por los tres agujeros en su cáscara, que recuerdan una cara con ojos y boca.
El vocablo coco parece ser un término expresivo que surge de manera paralela en varias lenguas para referirse a objetos esféricos o de apariencia grotesca. En griego antiguo, la palabra kókkos significa «grano» o «pepita». Asimismo, términos como el italiano còcco o cucco («huevo») y el francés coque («cáscara de huevo») refuerzan esta asociación. En euskera, la palabra koko significa tanto «coco» como «fantasma» o «duende», lo que sugiere una conexión semántica más amplia.
La variante Cuco, más común en el Cono Sur y algunas regiones de Centroamérica, podría derivar de un cruce entre el Coco europeo y figuras mitológicas africanas como el diablo bantú Kuku o deidades mayas como Kukulcán.

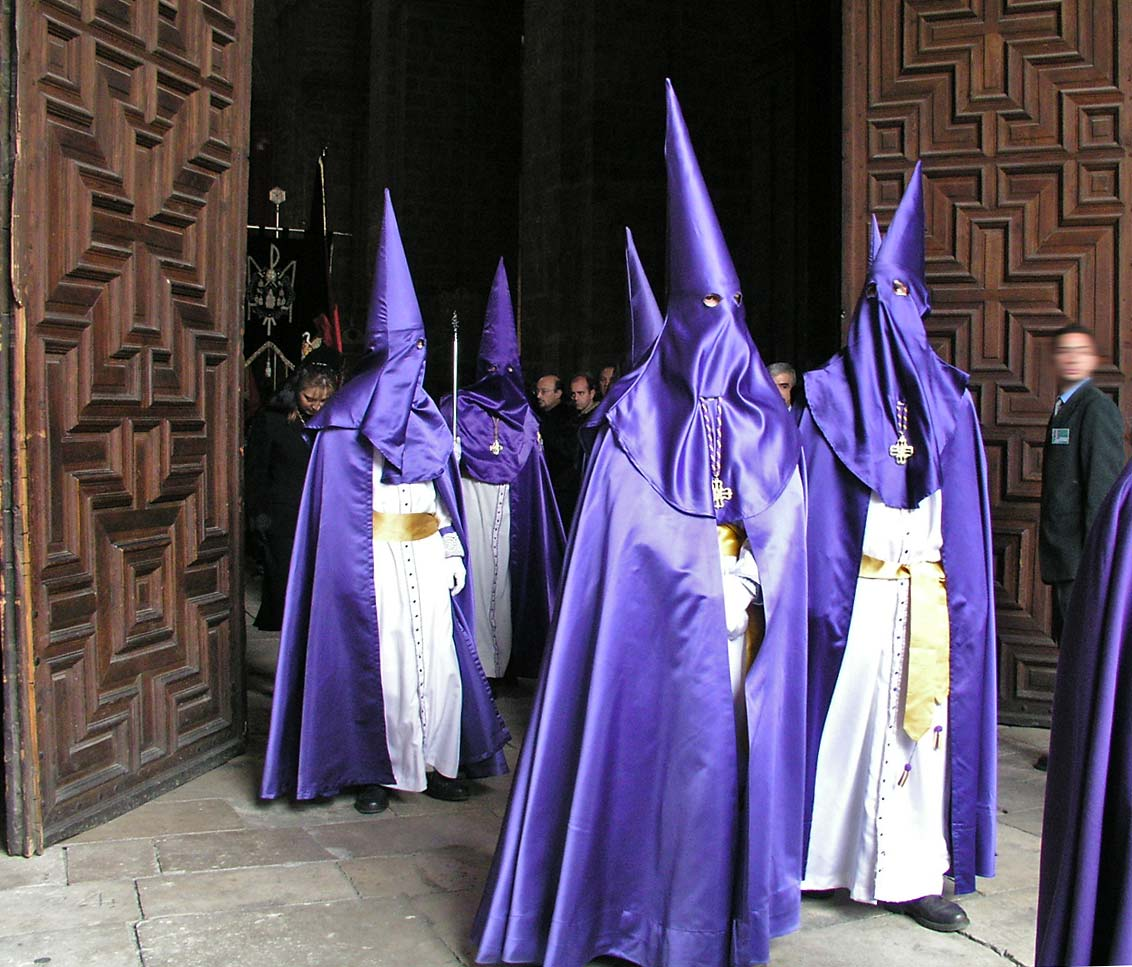
Posible relación entre el Coco y el capirote usado por la Inquisición.

Otra teoría sugiere que el nombre podría derivar del capirote o cucurucho, un gorro cónico usado por los condenados durante los autos de fe de la Inquisición. Estos capirotes, asociados con figuras grotescas y castigadas, podrían haber inspirado el término Cuco como símbolo de amenaza y temor.
En diferentes regiones, la palabra Coco y sus variantes han generado nombres alternativos. En México y la comunidad chicana de Estados Unidos, se utiliza la forma "Cucuy". En Cuba, el nombre se alarga a Cocorícamo, mientras que en Perú se le relaciona con el Cucufo, uno de los nombres asociados al diablo. En España, además del "Coco", se mencionan figuras derivadas como el Cocón y la Cucala, aunque estas formas son menos frecuentes.
El testimonio más antiguo en lengua castellana sobre el uso del término Coco se encuentra en el Cancionero de Antón de Montoro (1445), donde aparece en los siguientes versos:

Tanto me dieron de poco / que de puro miedo temo, / como los niños de cuna / que les dicen ¡cata el coco!....
Antón de Montoro, Cancionero

## Origen y tradición
En Portugal, el Coco se manifiesta como un dragón conocido como la "Coca", una figura central en las festividades tradicionales del Corpus Christi. En la villa de Monção, denominada "la tierra del Coco" (Terra da Coca), se conmemora un enfrentamiento simbólico entre la Coca y San Jorge. Este ritual, que data de la Edad Media, representa la lucha entre el bien y el mal. Durante la representación, San Jorge derrota a la Coca, pero el dragón reaparece cada año, simbolizando la renovación y la perpetuación de esta lucha mítica. Este evento es acompañado por procesiones, música tradicional y un ambiente festivo que refuerza la identidad cultural de la región.
Este ritual no solo tiene un significado religioso, sino también cultural, ya que ha sido declarado patrimonio inmaterial de la región. Cada año, atrae a numerosos visitantes que participan en las festividades y celebran la riqueza cultural de Monção.
El poeta Federico García Lorca reflexionó sobre el simbolismo del Coco dentro de la tradición hispana, destacando su carácter misterioso y etéreo. En sus palabras:

"La fuerza mágica del Coco es precisamente su desdibujo. Nunca puede aparecer aunque ronde las habitaciones. Y lo delicioso es que sigue desdibujado para todos".
Federico García Lorca, Las nanas. Canciones de cuna españolas.

Este desdibujamiento del Coco lo ha consolidado como una figura simbólica que se adapta a diversas culturas, manteniéndose en la memoria colectiva como un arquetipo del miedo y lo desconocido. 

### Representaciones visuales y artísticas

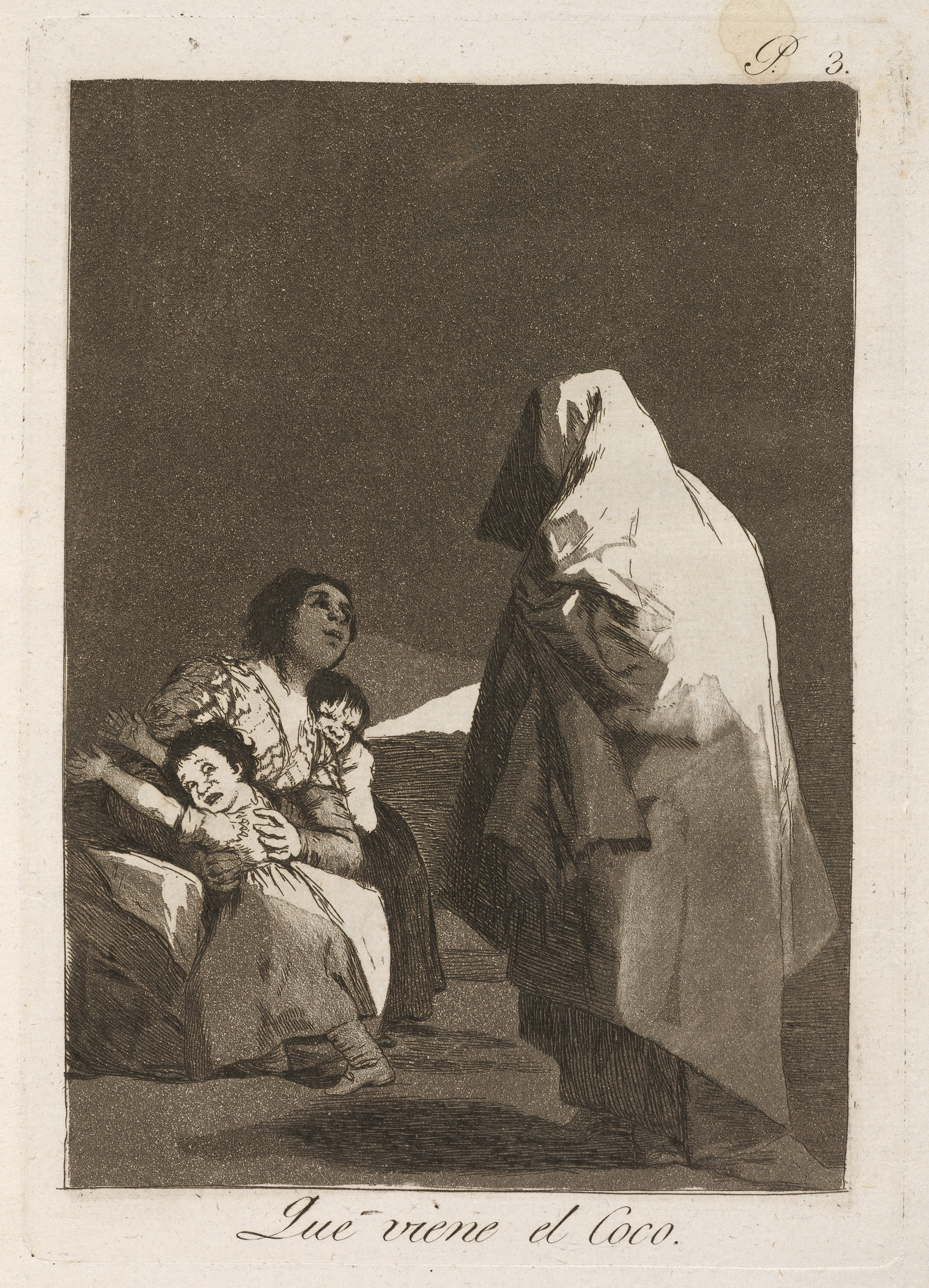
Que viene el coco, obra de Francisco de Goya.

El Coco también ha inspirado numerosas representaciones en el arte. Un ejemplo destacado es la obra Que viene el Coco de Francisco de Goya, que retrata una figura sombría y amenazante. Esta pintura simboliza los temores profundos de la infancia y refuerza la persistencia del Coco en el folclore visual y oral.

### Preservación y evolución
En la actualidad, la tradición del Coco sigue viva en diferentes formas. En Portugal, el ritual de la Coca es promovido como un atractivo cultural y turístico. Mientras tanto, en América Latina, el Coco se mantiene presente en cuentos, canciones y costumbres familiares, adaptándose a las particularidades culturales de cada región. Este proceso de reinterpretación ha permitido que el Coco continúe siendo un símbolo clave del folclore ibérico y latinoamericano, y que su legado sea transmitido de generación en generación.

## Canciones de cuna
El Coco tiene, en efecto, un papel muy importante en las nanas o canciones de cuna, una forma poética que el folclorista chileno Oreste Plath describe como compuesta de adulo y amenaza.[cita requerida] Aunque el texto de Antón de Montoro deja claro que el personaje era ya bien conocido en el siglo XV, la nana más antigua sobre el Coco que se conoce es del siglo XVII, y se encuentra en una obra dramática, el Auto de los desposorios de la Virgen, de Juan Caxés. Dice así:

Ea, niña de mis ojos, 
 duerma y sosiegue, 
 que a la fe venga el coco 
 si no se duerme.
Juan Caxés, Auto de los desposorios de la Virgen

La versión más conocida, cantada con la melodía de la canción de cuna Rock-a-bye Baby, tiene su rima en "á":

Duérmete niño, 
 duérmete ya, 
 que viene el coco 
 y te comerá.

La variante más significativa de esta nana es la que cambia parte del último verso: te llevará.
En Puerto Rico y República Dominicana, donde se prefiere la forma Cuco, se cambia levemente la nana para adecuarse a la rima:

Duérmete niño 
 duérmete ya, 
 que viene el cuco 
 y te comerá.

La rima en ó-o, presente en la nana recogida por Caxés, reaparece en esta otra variante muy popular:

Duerme, niño, duerme, 
 duerme, que viene el coco, 
 y se lleva a los niños 
 que duermen poco.

En la provincia de Cuenca, España, el folclorista Pedro C. Cerrillo ha recogido algunas nanas sobre el coco menos conocidas, como la vehemente:

¡A dormir! ¡A callar! 
 Mira, que viene el coco 
 y te va a llevar.

y la maliciosa:

Con decirle a mi niño 
 que viene el coco, 
 le va perdiendo el miedo 
 poquito a poco.

ambas recogidas en la localidad conquense de Sisante.
En otra variante, recogida en Madrid, el Coco es un robacunas:

Eee... 
 Si mi niño se dormiera yo le haría una cunita 
 pero como no se duerme viene el coco y me la quita.

Una de las más antiguas canciones de cuna conocidas que hace referencia al coco es portuguesa, y se la puede encontrar en el Auto da Barca do Purgatório (1518), de Gil Vicente, donde un niño identifica al diablo como siendo el "coco":

Mãe e o coco está ali 
queres vós estar quedo co'ele? 
Demo: Passa passa tu per i. 
Menino: E vós quereis dar em mi 
Ó demo que o trouxe ele.
Mamá, y el coco está ahí 
¿quieres estar con él? 
Demonio: Pasa, pasa tu por aquí. 
Niño: Y tú queréis dármelo a mí 
Oh demonio que lo trajo a él.

En las Décadas da Ásia (1563), João de Barros describe cómo el nombre de la fruta «coco» se originó en la tradición portuguesa:

[...] por razão da qual figura, sem ser figura, os nossos lhe chamaram coco, 
nome imposto pelas mulheres a qualquer cousa, com que querem fazer medo às crianças, 
o qual nome assi lhe ficou [...]
(...) por razón de que tal figura, sin ser figura, los nuestros le llamaran coco, 
nombre impuesto por las mujeres a cualquier cosa, con que quieren asustar a los niños, 
tal nombre así le quedó (...)
João de Barros

### Otros poemas
La poetisa Isabel Escudero ofrece su propia creación sobre el mismo molde de las canciones de cuna:

¿Sabes tú, niño, 
 qué quiere el coco?: 
 que tengas miedo 
 (ni mucho ni poco).
Isabel Escudero, Cántame y cuéntame. Cancionero didáctico

También Gloria Fuertes da una vuelta de tuerca a la copla en su conmovedora «Nana al niño que nació muerto»:

Vívete, niño, vívete 
 que viene el Coco 
 y se lleva a los niños 
 que viven poco.
Gloria Fuertes, Obras incompletas

## En la cultura popular
En el último capítulo de la obra de Miguel de Cervantes, el epitafio de Don Quijote lo identifica como el espantajo y el coco.
Que Viene el Coco, una pintura que representa una figura amenazante envuelta en una capa, fue pintada por Goya en 1799.
Pennywise de la miniserie de Stephen King It se autodenomina el "devorador de mundos y de niños".
El Cuco aparece en AdventureQuest Worlds. Es una de las criaturas que atacan Terra da Festa antes de la Fiesta de Carnaval. El Cuco se parece a una versión carnavalesca de Blister. El Cuco aparece más tarde donde se la representa como un caimán humanoide con traje de bruja.
Una familia adinerada de Cucuys aparece en el episodio de Wizards of Waverly Place, "Alex Gives Up". Sus habilidades incluyen el cambio de forma en el que pueden cambiar su rostro a la forma de una calavera de color gris oscuro, con grandes ojos rojos. La familia está formada por Carlos Cucuy (interpretado por David Barrera), Julie Cucuy (interpretada por Roxana Brusso) y Lisa Cucuy (interpretada por Samantha Boscarino). Manteniéndose algo fieles al folclore, les gusta asustar a los niños. Sorprendentemente, les tienen miedo a los hombres lobo, lo cual es evidente al final del episodio cuando los padres saltan por la borda de su bote una vez que descubren que Mason, el novio de Alex Russo, es en realidad un hombre lobo. Curiosamente, Lisa Cucuy no se dejó llevar por la revelación y solo saltó por la borda una vez que Mason la rechazó.
El evento Halloween Horror Nights de Universal Studios Hollywood de 2013 presentó a El Cuco (aquí conocido como El Cucuy) en un Scarezone con la voz de Danny Trejo. 
En la serie de televisión Grimm, en el quinto episodio de la tercera temporada, El Cucuy se hace pasar por una viejita que responde a las oraciones de las víctimas del crimen, se transforma en una bestia y mata brutalmente a los criminales, representando así una versión de la justicia vigilante. una desviación de la leyenda estándar de El Cucuy.
La novela de Stephen King de 2018, The Outsider (y la serie de HBO 2020 basada en la novela de King) presenta una variación de El Cuco como su villano principal.
El Cucuy aparece en el episodio de Los Casagrande, "Monster Cash" con la voz de Eric Bauza. Carl Casagrande inicia un recorrido fantasma en torno a El Cucuy después de enterarse de ello por su abuela Rosa. Con la ayuda de Lalo, Sergio y Stanley, Carl invita a Ronnie Anne, Bobby, Adelaide y Vito a participar. Luego, Carl, Lalo y Sergio pronto descubren que la leyenda de El Cucuy parece ser cierta cuando aparece y persigue a Carl. Se va cuando Carl hace sus tareas y le devuelve el dinero que ganó. Cuando El Cucuy visita al vendedor de hot dogs Bruno, se asustó hasta que se descubrió que era un disfraz usado por Rosa.
En la serie brasileña de Netflix Ciudad Invisible, el Cuco aparece como una bruja que usa sus poderes para dormir a las personas y entrar en sus mentes. El personaje de Alessandra Negrini es también la líder de las entidades expuestas en la feria.
El Cucuy es el apodo del artista marcial mixto estadounidense Tony Ferguson.